# Jože Šeško
Jože Šeško - Ciril (4. december 1908, Slovenska vas pri Kočevju – 11. maj 1942, Ljubljana) je bil slovenski partizan in narodni heroj (nagrajen z Redom Narodnega heroja).[i]

## Življenje
Jože Šeško se je rodil 4. decembra 1908 v Slovenski vasi blizu Kočevja. Prihajal je iz revne družine.[i] Njegov oče je bil Slovenec, mati pa Kočevarka (oziroma Kočevska Nemka). V domačem kraju je obiskoval osnovno šolo. Maturiral je leta 1927 na kočevski gimnaziji. Po maturi se je vpisal na Filozofsko fakulteto v Ljubljani, kjer je bil član slavistične skupine. Študiral je na filozofiji in diplomiral na slavistiki. Udeleževal se je študentskih protestov in bil član naprednega delavskega gibanja.

## Delo in politična aktivnost
Jože Šeško je bil leta 1927 sprejet v Komunistično partijo Jugoslavije (KPJ). Leta 1930 je bil v Kočevju izbran za sekretarja mestnega komiteja, leta 1933 pa za sekretarja Okrajnega komiteja KPS Kočevje.
Zaradi svojega političnega prepričanja je imel številne težave pri zaposlitvi, zato je živel v težkih materialnih razmerah. Šele šest let po končanem študiju (leta 1933) je dobil delovno mesto profesorja slovenščine na Državni realni gimnaziji v Mariboru (danes Prva gimnazija Maribor). Po treh mesecih je bil suspendiran, obdolžen komunistične propagande, sojen in po obsodbi zaprt v zaporih okrožnega sodišča v Novem mestu. Zaprt je bil 6 mesecev.
Po odsluženi kazni je delovno mesto na gimnaziji izgubil, a je vseeno ostal aktiven pri raznih sindikalnih in kulturno-izobraževalnih društvih.2 Vodil je Zvezo delovnega ljudstva in bil leta 1937 skupaj s kaplanom Stankom Skvarčem izvoljen za odbornika Narodne čitalnice v Kočevju.[i]

## Druga svetovna vojna
Avgusta 1941 je v imenu okrožnega vodstva Komunistične stranke z letakom poskušal prepričati kočevske Nemce, naj se ne selijo iz mesta[i]:
» /…/ oni vas želijo preseliti na posestva in hiše, katere je narodno-socialistični vodja ukradel slovenskim delavcem in kmetom, njih pa brez vsega pognal v tujino. Oni vas hočejo prisiliti, da se preselite na naropana posestva in vso jezo pregnanih slovenskih kmetov zvaliti na vas./…/«
Dejal je, da je celo preseljevanje zločin proti kočevskemu ljudstvu in svaril:
» Ko bo nemška armada po zaslugi Hitlerja premagana in uničena, zrušen nemški imperializem, vas bodo zakoniti lastniki te zemlje, na katero vas hočejo sedaj preseliti, iz teh ukradenih domov prepodili. Na Kočevskem bodo tedaj drugi naseljenci in vi boste ostali praznih rok, brez zemlje, brez denarja in brez hiš. Tako prihodnost vam pripravljajo kočevski voditelji, Hitlerjevi agenti.«
Leta 1940 so oblasti Jožeta Šeška internirale in ga poslale v taborišče v Bileći (danes Bosna in Hercegovina), od kod je bil kasneje, januarja 1941 premeščen v Međurečje (občina Ivanjica, današnja Srbija). Po kapitulaciji Kraljevine Jugoslavije je bil med prvimi organizatorji narodnoosvobodilnega boja v svojem kraju in med prvimi ustanovitelji odbora Osvobodilne fronte (OF). Organiziral je prve partizanske čete in skrbel za ilegalni tisk. Ves čas je deloval v ilegali, saj je bila za njim razpisana tiralica in zanj razpisana visoka nagrada.

### Izdaja in usmrtitev
Jože Šeško je bil žrtev izdaje, Italijani so ga aretirali v noči med 27. in 28. aprilom 1942 v bunkerju v Konca vasi v bližini Kočevja, kjer se je skrival. Poslali so ga v kočevski zapor, a od tam so ga pretepenega in napol mrtvega ter zavitega v šotorsko krilo prepeljali v Ljubljano. Po daljšem mučenju so ga 11. maja 1942 ustrelili na Ljubljanskem vojnem strelišču pri Gramozni jami skupaj z devetimi tovariši. Za narodnega heroja je bil razglašen 27. 9. 1952.

## Spominska obeležja
O pomenu Jožeta Šeška za Kočevje in o njegovi pomembni vlogi v narodnoosvobodilnem boju pričajo številna še danes obstoječa spominska obeležja.

### Šeškov dom
zgradili so ga v letih 1936-1937. Sprva se je imenoval Sokolski dom, šlo je za večnamensko stavbo z veliko telovadnico, dvorano z gledališkim odrom in stranskimi prostori ob njej. V stavbi je od 1. do 4. oktobra 1943 potekal zbor odposlancev slovenskega naroda, prvo neposredno izvoljeno predstavništvo okupiranega naroda v Evropi med drugo svetovno vojno.[i] Po končani vojni je bila stavba prenovljena in preimenovana v Šeškov dom. Danes se tam nahaja kulturni center in muzej.

### Spominska plošča padlim dijakom - Gimnazija Kočevje
Leta 1969 je bilo na stopnišču šole odkrito spominsko obeležje 35 dijakom šole, ki so padli za svobodo 1941-1945.1 Poleg imen dijakov sta na obeležju vrezani imeni narodnih herojev Jožeta Šeška in Dušana Jereba.1 Izdelano je iz velikih hrastovih brun in debelih desk, je delo akademskega kiparja Staneta Jarma.1 Na osrednjem delu so vrezane besede pesnika Franceta Prešerna iz Uvoda v Krst pri Savici: »Manj strašna noč je v črne zemlje krili, ko so pod svetlim soncem sužni dnovi«.

### Park narodnih herojev - Kočevje
Na Ljubljanski ulici (ob stavbi Gimnazije Kočevje) je urejen Park narodnih herojev. V njem je sedem doprsnih kipov narodnih herojev, med njimi tudi Jožeta Šeška. Na kamnitem podstavku stoji marmornat podstavek z imenom narodnega heroja in letnico rojstva ter smrti. Arhitektonske podlage za park je načrtoval Zoran Didek. Kipe je izdelal akademski kipar Stane Jarm. Park je bil odprt leta 1973.

### Konca vas - spominska plošča Jožetu Šešku
Na hiši, kjer je bil bunker, v katerem se je skrival Jože Šeško, je vzidana črna marmornata plošča z napisom:
»V herojski borbi proti okupatorju in domačim izdajalcem je bil tukaj dne 28. 4. 1942 po izdajstvu ujet tov. Jože Šeško prvi borec za svobodo slovenskega ljudstva na Kočevskem«
Po Jožetu Šešku se imenujeta tudi ulici v Ribnici in Kočevju. 

[i] Life Kočevska: Šeškov dom: http://life-kocevsko.eu/seskov-dom/ (Zadnjič posodobljeno 6. 4. 2019)
[i] Moric, Anja (2007): Usoda Kočevskih Nemcev: Ohranjanje identitete kočevskih Nemcev (diplomsko delo). Ljubljana.
[i] Južnič, Stanislav (2004): Razvoj kočevske čitalnice med letoma 1919-1941. Ljubljana: Knjižnica. 48 (3). str. 175-192.
[i] Živković, Dušan in dr. (1975): Narodni heroji Jugoslavije. Beograd: Mladost.
[i] Škufca, Irena (2005): Spominska obeležja Narodnoosvobodilne borbe na Kočevskem. Kočevje: Občina Kočevje, Zveza borcev, Center za promocijo in razvoj turizma Občine Kočevje.